# Tuende Elekes
Tuende Emese Elekes (ur. 1999) – węgierska zapaśniczka walcząca w stylu wolnym. 
Zajęła ósme miejsce na mistrzostwach Europy w 2022. Trzecia na ME U-23 w 2022. Mistrzyni Europy kadetów w 2016; trzecia na MŚ w 2016 roku.